# 昂塞尔维莱
昂塞尔维莱（法語：Ancerviller，法語發音：[ɑ̃sɛʁvile]）是法国默尔特-摩泽尔省的一个市镇，属于吕内维尔区。

## 地理
昂塞尔维莱（48°31'56"N, 6°50'6"E）面积12.34 平方千米，位于法国大東部大區默尔特-摩泽尔省，该省份为法国东北部内陆省份，是洛林的一部分，北邻比利时、卢森堡，北起顺时针与摩泽尔省、下莱茵省、孚日省和默兹省接壤。
与昂塞尔维莱接壤的市镇（或旧市镇、城区）包括：巴东维莱、巴尔巴、沃祖兹河畔多梅夫尔、阿洛维尔、米涅维尔、蒙蒂尼、蒙特勒、讷维莱莱巴东维莱、圣莫里斯欧福日、圣波勒。

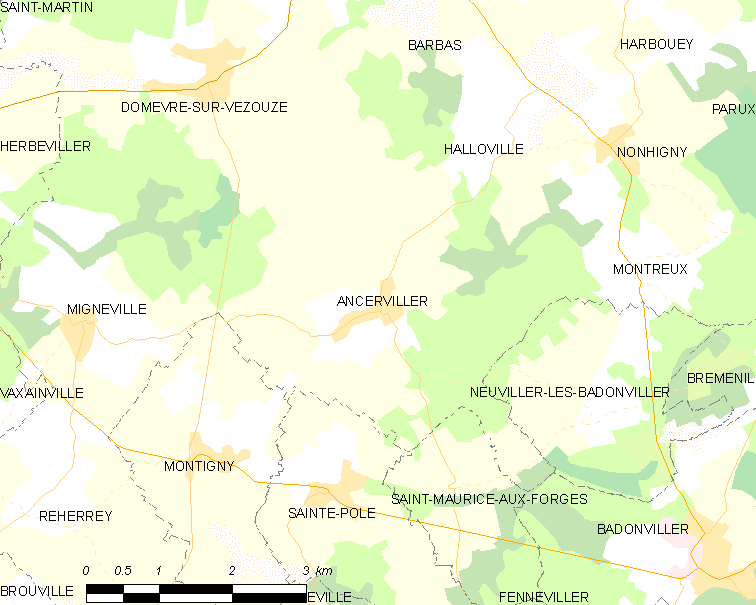
昂塞尔维莱的OSM定位图

昂塞尔维莱的时区为UTC+01:00、UTC+02:00（夏令时）。

## 行政
昂塞尔维莱的邮政编码为54450，INSEE市镇编码为54014。

## 政治
昂塞尔维莱所属的省级选区为巴卡拉县。

## 人口

1962-2008年间昂塞尔维莱人口变化图示

昂塞尔维莱于2022年1月1日时的人口数量为247人。